# Llengua nanticoke
El nanticoke és una llengua algonquina extinta que es parlava als actuals estats de Delaware i Maryland, Estats Units.La mateixa llengua era parlada per diverses tribus veïnes, entre elles els nanticoke, que constituïen el cacicat suprem; els choptank, els assateague, i probablement també els piscataway i els doeg. L'any 1856 va morir Lydia Clark la darrera parlant nadiua. Avui dia s'estan duent a terme activitats de revitalització de l'idioma.

## Fonologia
|            | Labial | Alveolar | Palatal | Velar | Glotal |
| ---------- | ------ | -------- | ------- | ----- | ------ |
| Oplosiva   | p      | t        |         | k     |        |
| africada   |        | ts       |         |       |        |
| Fricativa  |        | s        | ʃ       |       | h      |
| Nasal      | m      | n        |         |       |        |
| Aproximant | w      | l        | j       |       |        |

|         | Davant | Central | Enrere |
| ------- | ------ | ------- | ------ |
| Tancar  | iː i   |         |        |
| Mitjana | e eː   | ə       | o oː   |
| Obert   |        | a aː    |        |

- al·lòfons de /e, ə, i, o, oː/ s'escolten com [ɛ, ɨ, ɪ, ɔ, uː] .
- /l/ pot tenir un al·lòfon de [r] en posicions finals de paraula. .[3]

## Vocabulari
A vegades s'ha considerat el nanticoke un dialecte del lenape, però el seu vocabulari era força diferent. Això es mostra en uns quants glossaris breus, que són tot el que sobreviu de la llengua. Una és una llista de 146 paraules compilada pel missioner morau John Heckewelder el 1785, a partir de la seva entrevista amb un cap de Nanticoke que vivia aleshores al Canadà . L'altre és una llista de 300 paraules obtinguda l'any 1792 per William Vans Murray, aleshores representant dels EUA (a les ordres de Thomas Jefferson). Compilà la llista d'un parlant del comtat de Dorchester (Maryland), part del seu reng de distribució original
A continuació hi ha una relació d'alguns mots procedents de les llistes del glossari de Murray. En la carta que acompanyava el seu glossari, Murray assenyalà que el nanticoke "no tenia més que nou números", i també afirmà que "no tenen cap paraula per als personals 'ell' i 'ella'".
| Nanticoke                    | Català      |
| ---------------------------- | ----------- |
| Nickpitq                     | Braç        |
| Oaskagu                      | Negre       |
| Puhsquailoau                 | Blau        |
| Matt Wheesawso               | Valent      |
| Wee Sawso Ak                 | Covard      |
| Meetsee                      | menjar      |
| Nucksskencequah              | Ull         |
| Ah!skaahtuckquia             | Verd        |
| Muchcat                      | Cama        |
| Atupquonihanque              | Lluna       |
| Psquaiu                      | Vermell     |
| Untomhowaish                 | córrer      |
| Nupp                         | dormir      |
| Ahquak/Aquequaque/Aequechkkq | Sol (astre) |
| Waappayu                     | Blanc       |
| Weesawayu                    | groc        |

## Revitalització
Amb l'ajuda d'un parlant nadiu de la Primera Nació Sagkeeng a Manitoba, Canadà, Myrelene Ranville, de soltera Henderson, parlant d'una llengua propera, l'anishinaabemowin, un grup de nanticokes a Millsboro, Delaware, es reuní per a revitalitzar la llengua el 2007, usant la llista de vocabulari de Thomas Jefferson. Feia "més de 150 anys des que es va produir l'última conversa en nanticoke."  També s'estan realitzant esforços semblants fets pel Nanticoke Indian Association  a través de col·laboració amb lingüistes locals. El 2023 es publicà un llibre per a la revitalització de l'idioma nanticoke.